# Tarkint
Tarkint è un comune rurale del Mali facente parte del circondario di Bourem, nella regione di Gao.